# Paul Morgan (actor)
Paul Morgan (Viena, 1 de octubre de 1886-CC Buchenwald, 10 de diciembre de 1938) fue un actor, humorista y libretista austriaco.

## Biografía
Su verdadero nombre era Georg Paul Morgenstern, y nació en Viena, Austria, siendo el hijo mayor del abogado Gustav Morgenstern y de su esposa, Clementine Morgenstern. Morgan estudió interpretación en la Universidad de Música y Arte Dramático de Viena de Viena, debutando en agosto de 1908 en el Theater in der Josefstadt. Tras realizar unos primeros papeles en el género de la opereta, en 1917 empezó a trabajar en el teatro Simplicissimus de Viena como presentador, pasando posteriormente al Nelson-Theater de Berlín, donde utilizó el pseudónimo Paul Stephan. 
En los años 1920 actuó como maestro de ceremonias en el Teatro de Rudolf Nelson, y participó en revistas de Herman Haller y Erik Charell. Además, actuó en el Café des Westens y en el Cabaret Die Rakete, y a finales de la década grabó varios discos con Max Hansen y Wilhelm Bendow. 
Comenzó su carrera cinematográfica en el año 1919, actuando en el film fantástico Halbblut,  de Fritz Lang. Entre 1919 y 1933 actuó en un total de más de 50 películas.
El 1 de diciembre de 1924 fundó, junto a Kurt Robitschek y Max Hansen, el Kabarett der Komiker, en Berlín, donde trabajaron grandes cómicos como Werner Finck, Wilhelm Bendow y Heinz Erhardt. Allí, Morgan refinó la parte más satírica de su estilo, poniendo a menudo en su punto de mira a Hitler y su antisemitismo. Por ello, el teatro fue asaltado en varias ocasiones por la Sturmabteilung, los llamados "camisas pardas". 
A causa de ello, Morgan abandonó Alemania y fue a Hollywood, Estados Unidos, donde trabajó varios meses en versiones alemanas de películas estadounidenses, antes de volver a Europa y probar suerte en Suiza. En 1933, tras la toma del poder por Hitler, regresó a Viena, reanudando su actividad junto a Robitschek. Escribió en 1935-1936 el libreto del musical de Ralph Benatzky Axel an der Himmelstür. El 22 de marzo de 1938, poco después del Anschluss, la anexión de Austria a Alemania. Morgan fue arrestado y deportado al campo de concentración de Dachau, y después al campo de concentración de Buchenwald, donde falleció el 10 de diciembre del mismo año como consecuencia de una neumonía que contrajo durante un ejercicio de castigo llevado a cabo en pleno frío invernal.

## Filmografía
- 1915 : Der Herr ohne Wohnung
- 1917 : Der Viererzug
- 1918 : Das Nachtlager von Mischli-Mischloch
- 1919 : Halbblut
- 1919 : Die Herrin der Welt: König Macombe
- 1919 : Die Spinnen: Der goldene See
- 1919 : Wolkenbau und Flimmerstern
- 1919 : Die Reise um die Erde in 80 Tagen
- 1919 : Unheimliche Geschichten
- 1919 : Komtesse Dolly
- 1919 : Die Puppe
- 1919 : Die Prostitution
- 1919 : Die blonde Loo
- 1920 : Die Kwannon von Okadera
- 1920 : Die Spinnen: Das Brillantenschiff
- 1920 : Kurfürstendamm
- 1920 : Anständige Frauen
- 1920 : Die Herrin der Welt: Die Frau mit den Millionarden
- 1921 : Der Mann ohne Namen
- 1921 : Vier um die Frau
- 1922 : Kauft Mariett-Aktien
- 1924 : Hedda Gabler
- 1925 : Die Blumenfrau vom Potsdamer Platz
- 1925 : Liebe und Trompetenblasen
- 1925 : Das Mädchen mit der Protektion
- 1925 : Der Hahn im Korb
- 1925 : Elegantes Pack
- 1925 : Der Bankkrach unter den Linden
- 1926 : Die drei Mannequins
- 1926 : Die dritte Eskadron
- 1926 : Familie Schimeck – Wiener Herzen
- 1926 : In der Heimat, da gibt’s ein Wiedersehn!
- 1926 : Schatz, mach’ Kasse
- 1926 : Wir sind vom K. u. K. Infanterie-Regiment
- 1926 : Die Brüder Schellenberg
- 1926 : Die Welt will belogen sein
- 1926 : Wehe wenn sie losgelassen
- 1926 : Wien – Berlin
- 1926 : Die Königin des Weltbades
- 1926 : Trude, die Sechzehnjährige
- 1927 : Einbruch
- 1927 : Der fröhliche Weinberg
- 1927 : Eine kleine Freundin braucht jeder Mann
- 1927 : Die raffinierteste Frau Berlins
- 1927 : Ein schwerer Fall
- 1927 : Der Himmel auf Erden
- 1927 : Venus im Frack
- 1927 : Familientag im Hause Prellstein
- 1927 : Die glühende Gasse
- 1927 : Die Welt ohne Waffen
- 1928 : Casanova
- 1928 : Dyckerpotts Erben
- 1928 : Moral
- 1929 : Alte Kleider
- 1929 : Mascottchen
- 1929 : Sündig und süß
- 1929 : Wer wird denn weinen, wenn man auseinandergeht
- 1929 : Fräulein Else
- 1929 : Fräulein Fähnrich
- 1930 : Zwei Herzen im Dreiviertel-Takt
- 1930 : Die vom Rummelplatz
- 1930 : Das Kabinett des Dr. Larifari
- 1930 : Komm’ zu mir zum Rendezvous
- 1930 : Königin einer Nacht
- 1930 : Nur Du
- 1930 : Wien, du Stadt der Lieder
- 1930 : Zweimal Hochzeit
- 1931 : Arm wie eine Kirchenmaus
- 1931 : Ehe mit beschränkter Haftung
- 1931 : Einer Frau muß man alles verzeih’n
- 1931 : Liebeskommando
- 1931 : Menschen hinter Gittern
- 1931 : Schuberts Frühlingstraum
- 1931 : Strohwitwer
- 1931 : Wir schalten um auf Hollywood
- 1931 : Casanova wider Willen
- 1932 : Ein Lied, ein Kuß, ein Mädel
- 1932 : Der Frauendiplomat
- 1933 : Ich und die Kaiserin
- 1933 : Welle 4711
- 1936 : Katharina, die Letzte

## Discografía (selección)
- In der Bar. Humoristische Szene (Max Hansen y Paul Morgan). Polydor 21 056 (mx. 1094 BH-IV)
- Familienleben. Humoristische Szene (Max Hansen y Paul Morgan). Polydor 21 056 (mx. 1095 BH-IV, 1928)
- Paul Morgan kauft Platten I und II. Parlophon B.12 103 (mx. 30 373, 30 374 L)
- Paul Morgan erzählt Witze, I und II. Parlophon B.12 016 (mx. 36 408, 36 409 L).
- Rennbahngespräche, parte 1 y 2, Paul Morgan y Wilhelm Bendow, con orquesta. Parlophon P.2224-I und -II (mx. 8827, 8828)
- Die Keuschheitskommission. De la opereta Casanova, de Johann Strauss. Paul Morgan con coro y orquesta de Großen Schauspielhauses, Berlín. Electrola EG 949 (mx. BLR 4426, 20 de agosto de 1928)
- Das Rothschild-Lied (Willy Prager). Paul Morgan con Hans Sommer al piano. Electrola EG 1214 (mx. BL 5101, 27 de febrero de 1929).
- Silvesterfeier. Texto de Paul Morgan. Paul Morgan con Ensemble. Ultraphon A 235 (mx. 10 365, octubre de 1929).
- Neujahrsmorgen. Texto de Paul Morgan. Paul Morgan con Ensemble. Ultraphon A 235 (mx. 10 366, octubre de 1929).
- Zeitungsparodie. Texto de Kurt Robitscheck. Ultraphon A 267 (mx. 10367/68, octubre de 1929).
- Paul Morgan: Eine Stimme kehrt zurück. Preiser Records 90155 (CD, 1999)